# Монтезільвано
Монтезільвано (італ. Montesilvano) — муніципалітет в Італії, у регіоні Абруццо,  провінція Пескара.
Монтезільвано розташоване на відстані близько 155 км на північний схід від Рима, 65 км на схід від Л'Аквіли, 8 км на північний захід від Пескари.
Населення — 53 577 осіб (2014).
Щорічний фестиваль відбувається 13 червня. Покровитель — Sant'Antonio di Padova.

## Демографія
Населення за роками:

Станом на 1 січня 2023 року в муніципалітеті офіційно проживали 4174 іноземці з 94 країн, серед них 1372 громадяни країн Євросоюзу та 465 громадян України.

## Сусідні муніципалітети
- Каппелле-суль-Таво
- Читта-Сант'Анджело
- Пескара
- Спольторе